# Olena Puchajewa
Olena Romaniwna Puchajewa (ukrainisch Олена Романівна Пухаєва; * 4. Februar 1961 in Dnipropetrowsk) ist eine ehemalige sowjetische Ruderin und zweifache Weltmeisterin im Achter.  
Olena Puchajewa gewann ihren ersten Weltmeistertitel 1985 in Hazewinkel, im Jahr darauf siegte der sowjetische Achter auch bei den Weltmeisterschaften in Nottingham. Bei den Weltmeisterschaften 1987 in Kopenhagen siegten die Rumäninnen vor den US-Ruderinnen, Puchajewa gewann mit dem sowjetischen Achter die Bronzemedaille. Bei ihrer einzigen Olympiateilnahme 1988 in Seoul ruderte Puchajewa mit dem sowjetischen Achter auf den vierten Platz. Puchajewa musste ihre Karriere frühzeitig wegen Sehstörungen beenden.
Neunzehn Jahre später nahm Olena Puchajewa in der Bootsklasse LTA-Mixed-Vierer mit Steuermann an den Weltmeisterschaften 2007 teil und belegte mit ihrer Crew den zwölften Platz. 2009 in Posen erreichte der ukrainische Vierer den fünften Platz, 2010 in Neuseeland ruderten die Ukrainer auf den vierten Platz. Bei den Weltmeisterschaften 2011 in Bled verpassten die Ukrainer das A-Finale und belegten den achten Platz. Aus der Crew der Jahre 2009 bis 2011 blieben die beiden Ruderinnen Kateryna Morosowa und Olena Puchajewa sowie der Steuermann Wolodymyr Koslow auch 2012 im Boot, mit Andrij Stelmach und Denys Sobol kamen zwei jüngere Ruderer hinzu. Die neu zusammengesetzte Mannschaft gewann bei den Paralympics 2012 in Eton die Bronzemedaille hinter den Briten und den Deutschen, wobei die Ukrainer im Ziel nur 0,21 Sekunden Vorsprung vor den viertplatzierten Chinesen hatten. 2013 waren noch Puchajewa und Koslow aus der Mannschaft von 2012 dabei, als der ukrainische Vierer den sechsten Platz bei den Weltmeisterschaften in Chungju belegte.
Im September 2012 wurde Puchajewa der ukrainische Orden der Prinzessin Olga 3. Klasse verliehen.